# Eumorpha vitis
Eumorpha vitis is een vlinder uit de familie van de pijlstaarten (Sphingidae). De wetenschappelijke naam werd in 1758 gepubliceerd door Carl Linnaeus.